# Frédéric Delcambre
Pour les articles homonymes, voir Delcambre (homonymie).
Frédéric Delcambre, né le 21 mai 1963, est un coureur cycliste puis un directeur sportif, chargé de l'équipe Roubaix Lille Métropole, depuis sa création en 2007.

## Biographie
Frédéric Delcambre naît le 21 mai 1963. Il arrive au VC Roubaix à neuf ans.
Il devient en 1981 champion de France de poursuite par équipes Junior avec Vincent Thorey, Bruno Wojtinek et Dominique Lecrocq. En 1986, il termine 3e du championnat de France de poursuite par équipes amateur senior avec Pascal Potié et Laurent Salmon.
Frédéric Delcambre est directeur sportif de l'équipe Roubaix Métropole européenne de Lille, depuis sa création en 2007. Durant la saison 2010, il y est manager. L'équipe a pour objectif de devenir une équipe continentale professionnelle à partir de la saison 2016.

## Palmarès
- 1981
  - Champion de France de poursuite par équipes Junior (avec Vincent Thorey, Bruno Wojtinek et Dominique Lecrocq)
- 1986
  - 3e du championnat de France de poursuite par équipes amateur senior (avec Pascal Potié et Laurent Salmon)